# Smittia thalassicola
Smittia thalassicola är en tvåvingeart som beskrevs av Maurice Emile Marie Goetghebuer och Lenz 1943. Smittia thalassicola ingår i släktet Smittia och familjen fjädermyggor. Inga underarter finns listade i Catalogue of Life.